# Todd megye (Kentucky)
Todd megye az Amerikai Egyesült Államokban, azon belül Kentucky államban található. Megyeszékhelye és legnagyobb városa Elkton. Lakosainak száma 12 243 fő (2020. április 1.). Todd megye Logan, Muhlenberg, Christian, Montgomery és Robertson megyékkel határos.

## Népesség
A megye népességének változása:
| Lakosok száma | 12 427 | 12 447 | 12 661 | 12 503 | 12 531 | 12 243 |
|               | 2010   | 2011   | 2012   | 2013   | 2015   | 2020   |